# Tomasz Kęsicki
Tomasz Jan Kęsicki (Lublino, 7 gennaio 1986) è un ex cestista polacco.

## Carriera
Cresce crestisticamente in patria, rispettivamente all'AZS Lublin (fino al 2001-02) e all'SMS Warka (2002-03).
Nell'agosto 2003 il Pamesa Valencia decide di investire su di lui, ingaggiandolo giovanissimo con un contratto pluriennale. Pochi mesi dopo, a gennaio del 2004, viene girato in prestito ad una società satellite militante nel campionato LEB-2, il Pamesa Castellón. Il prestito sarà poi rinnovato per due ulteriori annate.
Nell'estate 2006 arriva in Italia alla Bipop Reggio Emilia, ma non riuscirà mai a scendere in campo a causa dei lunghi tempi di recupero dovuti ad un'operazione alla caviglia. L'anno successivo viene contrattualizzato dalla Fortitudo Bologna, ma altri problemi fisici ne limitano l'utilizzo: nonostante ciò, Kęsicki riesce a debuttare con la casacca biancoblu sia in serie A che in ULEB Cup.
Firma poi un contratto con il Basket Rimini Crabs per la stagione 2008-09, disputando il campionato di Legadue. Con i romagnoli conquista l'accesso ai play-off, contribuendo con 7,4 punti e 5,9 rimbalzi in 20,3 minuti di media a partita.